# Gleichschaltung

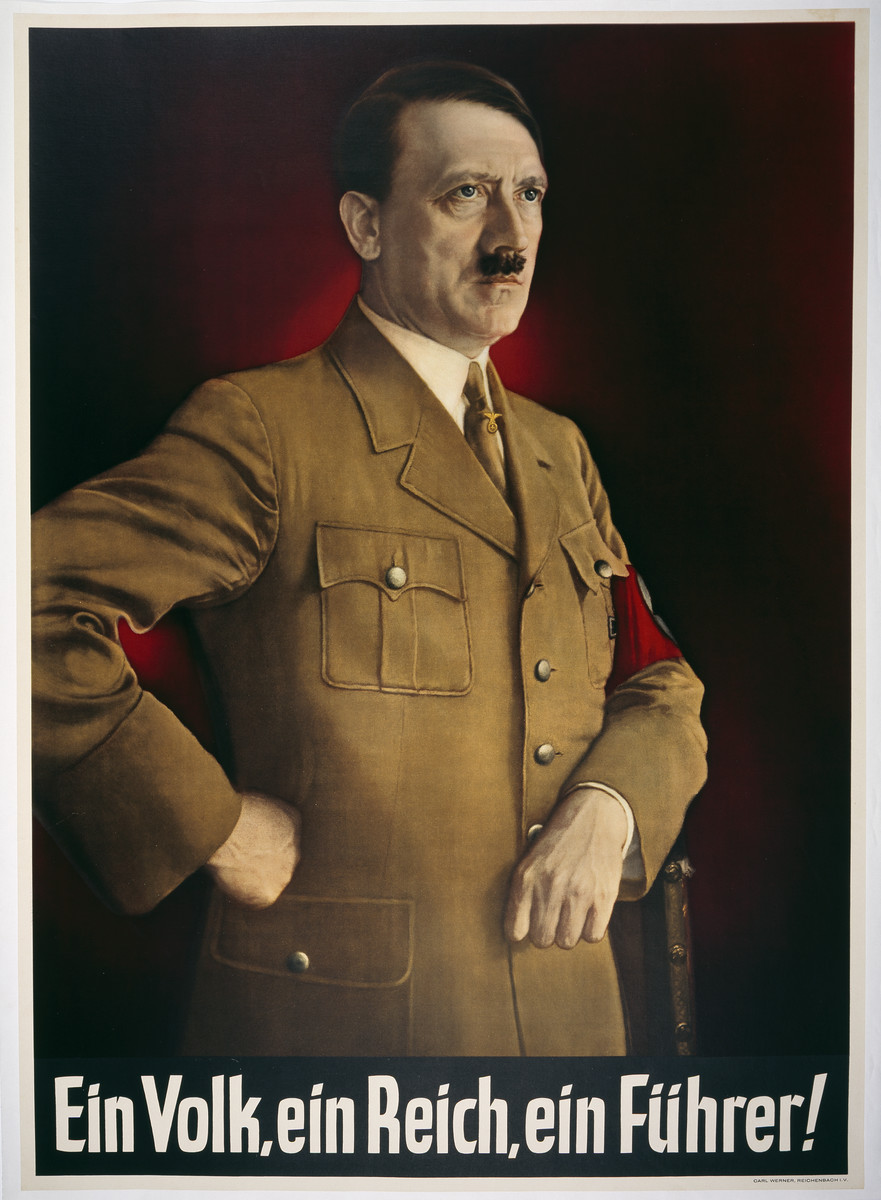
Jeden Naród, jedna Rzesza, jeden Wódz!

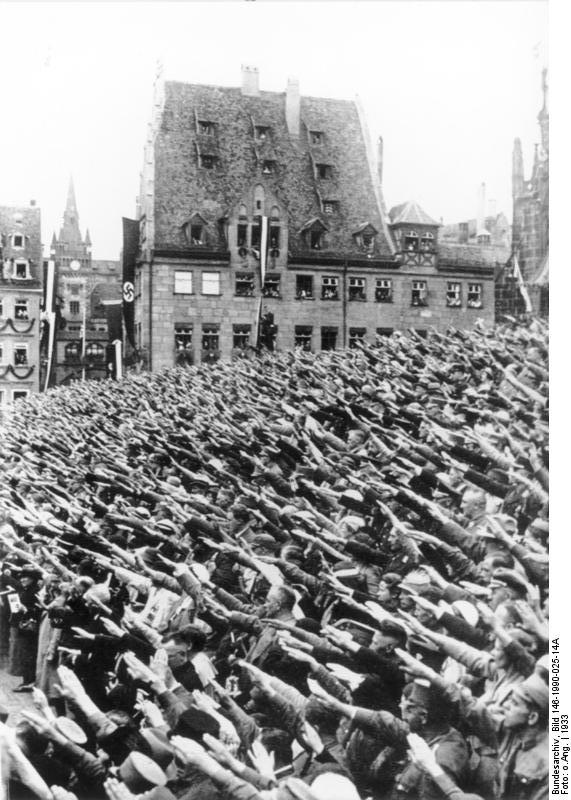
Pozdrowienie hitlerowskie w Niemczech (1933)

Gleichschaltung (także glajchszaltung) – określenie pochodzące z nazistowskiej ideologii III Rzeszy, będące synonimem ujednolicenia realizowanego na obszarze życia społecznego, politycznego i instytucjonalnego.

## Historia
Natychmiast po przejęciu władzy w styczniu 1933 roku, kierownictwo Narodowosocjalistycznej Niemieckiej Partii Robotników (NSDAP) zaczęło eliminować te organizacje, które groziły przeciwstawieniem się jego roszczeniom do totalności. Dostosowanie wszystkich instytucji państwowych i społecznych do politycznych i ideologicznych celów NSDAP miało zastąpić pluralistyczne zróżnicowanie Republiki Weimarskiej. Przenikając państwo, sądownictwo i społeczeństwo oraz ustanawiając swój system rządów, naziści używali przede wszystkim systemu glajchszaltowania. Po krótkim czasie w III Rzeszy prawie nie było klubu czy stowarzyszenia, którego herb i pieczęć nie zawierałyby swastyki.
Termin ukuty przez ministra sprawiedliwości Rzeszy Franza Gürtnera pojawił się po raz pierwszy w dwóch jednobrzmiących ustawach o zglajchszaltowaniu niemieckich krajów związkowych (landów) w marcu i kwietniu 1933 roku. Pod pretekstem ujednolicenia państwa rząd pod przywództwem Adolfa Hitlera wymusił utworzenie narodowosocjalistycznych rządów krajów związkowych. Skutki „Ustawy o przywróceniu zawodowej służby cywilnej” z 7 kwietnia 1933 roku sięgały najniższych szczebli administracyjnych gmin. Wbrew wszelkim przepisom konstytucyjnym zezwalała na zwalnianie krytycznych wobec reżimu urzędników państwowych. Oprócz demokratów i liberałów pracę stracili przede wszystkim pracownicy państwowi wyznania mojżeszowego w wyniku wprowadzonych po raz pierwszy w ustawie paragrafów aryjskich. Prawie wszystkie organizacje, aż do najmniejszych klubów sportowych czy śpiewaczych, chętnie przyjęły paragrafy aryjskie bez potrzeby państwowego przymusu.
Glajchszaltowanie obejmowało środki administracyjne oraz brutalny terror uliczny. Dzięki dekretowi „O ochronie narodu i państwa” który wszedł w życie po pożarze Reichstagu w lutym 1933 roku, reżim nazistowski miał wolną rękę w ściganiu członków opozycji. Głównymi ofiarami porwań i uwięzień byli członkowie Komunistycznej Partii Niemiec (KPD) i Socjaldemokratycznej Partii Niemiec (SPD). Z powodu przytłaczającej przewagi i terroru NSDAP, wszystkie partie polityczne rozwiązały się na początku lipca 1933 roku, po zdelegalizowaniu SPD 22 czerwca. Powstanie systemu jednopartyjnego i połączenie urzędów kanclerza i prezydenta po śmierci Paula von Hindenburga 2 sierpnia 1934 roku w osobie Hitlera dopełniło „jedności partii i państwa”. Ze skutkiem natychmiastowym Reichswehra złożyła przysięgę wojskową „Führerowi i kanclerzowi Rzeszy” Hitlerowi. Latem 1934 roku proces glajchszaltowania był już mocno zaawansowany poprzez przejmowanie najważniejszych stowarzyszeń w strukturze organizacyjnej NSDAP. Przymusowe i dobrowolne dostosowanie umożliwiło partii niemal całkowitą kontrolę nad wszystkimi obszarami życia społecznego. Oprócz klubów i organizacji dostosowano prasę, film i radio, które były wykorzystywane jako środki propagandy do wywierania wpływu.
Swastyka była zewnętrznym symbolem glajchszaltowania, będąc po 30 stycznia 1933 roku nieodłącznym elementem wyglądu ulic i życia codziennego Niemców. W 1935 roku została ogłoszona godłem państwowym III Rzeszy. Rozszerzono również uniformizację, tak aby obejmowała wszystkie grupy wiekowe. Umundurowana i zorganizowana militarnie była także Hitlerjugend (HJ), która po wprowadzeniu przymusowego członkostwa w 1936 roku miała gwarantować szkolenie ideologiczne i integrację całej młodzieży z nazistowskim państwem.